# Campingplads
|  | For filmen med dette navn, se Campingplads (film) |
En campingplads er et særligt indrettet areal benyttet til ophold i overnatningsenheder (campingvogn, telt, autocamper m.v.).
Danske campingpladser hører under Sommerhusloven og Campingreglementet der administreres af kommunerne i henhold til vejledningen om campingreglementet. Der forefindes ingen statslige råd for camping.
Campingpladser godkendes til campingbrug af den kommune, hvor pladsen er hjemmehørende. Kommunen fører også tilsyn med at campingpladserne overholder campingreglementet og andre regler for campingpladser.
Der findes mange forskellige typer af campingpladser rundt omkring i verden. I Danmark er der i alt 522 campingpladser som tilbyder et stykke græs på 101.394 standpladser. En campingplads har normalt toilet og badefaciliteter til rådighed. Derudover har mange investereret i hoppepuder, swimmingpool, legeland og nogle pladser har også forskelligt dyrehold. 
I dag er camping som ferieform meget udbredt i Danmark og en stor del af turismen, hvilket bl.a. har betydet en fin skiltning til de fleste pladser.

## Faciliteter
Den ældste daterede campingplads i Danmark er Hundige Strand Familiecamping, der blev åbnet i 1926.
Tidligere var campingpladser blot en simpel lejrplads med teltning. Med udviklingen af både samfundets økonomi samt moderne bekvemmeligheder i campingvogne har der også fulgt større krav til campingpladserne. Tidligere var elektricitet ikke en selvfølge, hvilket det tværtimod er i dag. Mange campister kræver også tilgængelighed til varmt vand samt forskellige former for aktiviteter på pladsen. 
Der er dog stadig nogle som foretrækker den mest simple måde at campere på, hvilket gør at man stadig kan finde simple pladser. Naturstyrelsen har en oversigt, over hvor man kan overnatte i naturen. 
Et eksempel herpå er en af Danmarks ældste campingpladser, Pomlerende Lejrplads på Møn, hvor der kun er et lokum og koldt vand.  

## Stjerner
Der findes ingen officiel stjerne certificering af campingpladser i Danmark. Alle campingpladser kan selv bestemme hvor mange stjerner de ønsker at have i forbindelse med markedsføring. Frie Campingpladser, bruger ikke kategorisering.
Et flertal af campingpladser, var tilknyttet den private (nu konkursramte) interesseorganisation Campingrådets certificeringsordning. Disse pladser blev af Campingrådet tildelt mellem 1 og 5 stjerner, hvor 1 er for den mest simple og 5 er for den mest luksuriøse. Tilsvarende kategorisering anvendes i det meste af Europa, men i Sverige gik man i 2008 over til at give de enkelte pladser karakterer ud fra fem kriterier (hygiejne, miljø, service, rekreation, aktiviteter). Denne kategorisering bruges også sideløbende med stjernerne ved nogle forbund i Danmark.

## Størrelsen
Størrelsen af en campingplads en meget varierende. I henhold til Erhvervsministeriets undersøgelse i 2018 i forbindelse med opdatering af campingreglementet (tilføjet de oplysninger som F-camping har fundet på de enkelte pladser) er der følgende tal:
Typisk er de (50%), i Danmark, på mellem 100-245 standpladser. Fra den mindste på 7 enhedspladser til den største Nørre Lyngvig camping med 1.433 af kommunen godkendte standpladser (ERST 2018 og F-campings aktindsigt fra 2015). 
De 128 største campingpladser (den med 1/4 flest campingenheder) er store og har derfor ca. 50% af kommunernes godkendte antal standpladser, hvorimod de 128 mindste (dem med 1/4 færrest campingenheder) har 7% af enhedspladserne.
I udlandet kan der dog findes eksempler på langt større pladser. Således har Union Lido i Italien mere end 2.500 standpladser, hvor der i højsæsonen er mere end 11.000 gæster. 

## Udlejning
På de fleste campingpladser er der mulighed for at leje hytter. Hytter må man højest leje i 4 uger om året på den samme plads.
Nogle har også udlejning af fast opstillede campingvogne med fortelt og nogle har udlejning af telte. 

## Fastliggere
Det er også blevet populært af være fastligger, dvs. at have placeret sin campingvogn eller telt på en bestemt plads over en længere periode, typisk mindst 3/6/9 måneder, men nogle steder er der mulighed at have den placeret hele året rundt. 
Således betragtes især en campingvogn også som en slags mobilt sommerhus.

## Regler
- Der findes INGEN statslige råd for camping.
- Regler for danske campingpladser hører under sommerhusloven[1] og Campingreglementet[2] der administreres af kommunerne i henhold til vejledningen om campingreglementet[3]. Derudover skal campingpladser overholde Planloven, loven vedrørende strandbeskyttelse, lokalplaner og kommuneplaner, brandlove og flere andre. Det vil sige at reglerne især omhandler den jord hvorpå der bliver foretaget Camping.
- En campingplads skal søge om tilladelse til at foretage udlejning af arealer, hvis det foregår mere end 6 uger om året. Udlejningstilladelsen er PERSONLIG og kan ikke overdrages til andre. Ved udskiftning af lejrchef, eller, forpagter, eller ændringer af det der i Udlejningstilladelsen er givet tilladelse til,  SKAL der søges og gives en NY Udlejningstilladelse, for at campingpladsen kan drives lovligt.
- I henhold til brev fra Erhvervsministeriet fra Februar 2019 til F-camping Citat:"skal der uden tvivl foreligge en Udlejningstilladelse" og "En manglende tilladelse bør derfor også kunne idømmes bøde som udgangspunkt" Citat slut.
- På en dansk campingplads, skal campingpladsejeren kunne identificere den enkelte campingvogn overfor kommunen som udsteder hans Udlejningstilladelse. Dette er ikke et problem for campingpladsen, hvis campingvognen er indregistreret til kørsel på offentlig vej.
- I campingreglementet er der intet krav til campisten om at kunne identificere sin vogn.
- På alle campingpladser er der bestemte ordensregler som skal følges, for at man kan opholde sig der. Dette skyldes at der bor mange forskellige mennesker på et forholdsvist lille areal. For at undgå konflikter, opstilles der derfor bestemte regler for opholdet. Den enkelte campingplads kan selv bestemme, hvilke regler der skal gælde som husorden. Typiske regler er der ro efter kl. 23.00 og langsom bilkørsel på pladsen.

## Organisationer
I foråret 2019 er der mindst 523 kommunalt godkendte campingpladser i Danmark. Størstedelen er privatejede, men der findes også forenings- og kommunalt drevne pladser. 
256 campingpladser er tilknyttet DK-camp. 
50 campingpladser er tilknyttet Frie Campingpladser i Danmark. 
22 campingpladser er tilknyttet DCU, Dansk Camping Union. 
2 campingpladser er tilknyttet en international forening Leading Campings